# Plancher-les-Mines
Plancher-les-Mines [plɑ̃ʃe le min] est une commune française de moyenne montagne, située dans le département de la Haute-Saône, la région culturelle et historique de Franche-Comté et la région administrative Bourgogne-Franche-Comté. 
Elle fait partie de la communauté de communes Rahin et Chérimont ainsi que du Massif des Vosges. L'altitude varie de 483 mètres au centre du village à 1 215 mètres au Ballon de Servance. Son histoire est fortement marquée par les mines et les industries de transformation des métaux, elle est connue pour le sommet de la Planche des Belles Filles et sa station de sports d'hiver.
Ses habitants sont appelés les Mainous.

## Géographie

### Localisation
La commune est située dans la haute vallée du Rahin, dans la Haute-Saône dans la région française de Bourgogne-Franche-Comté.

### Topographie

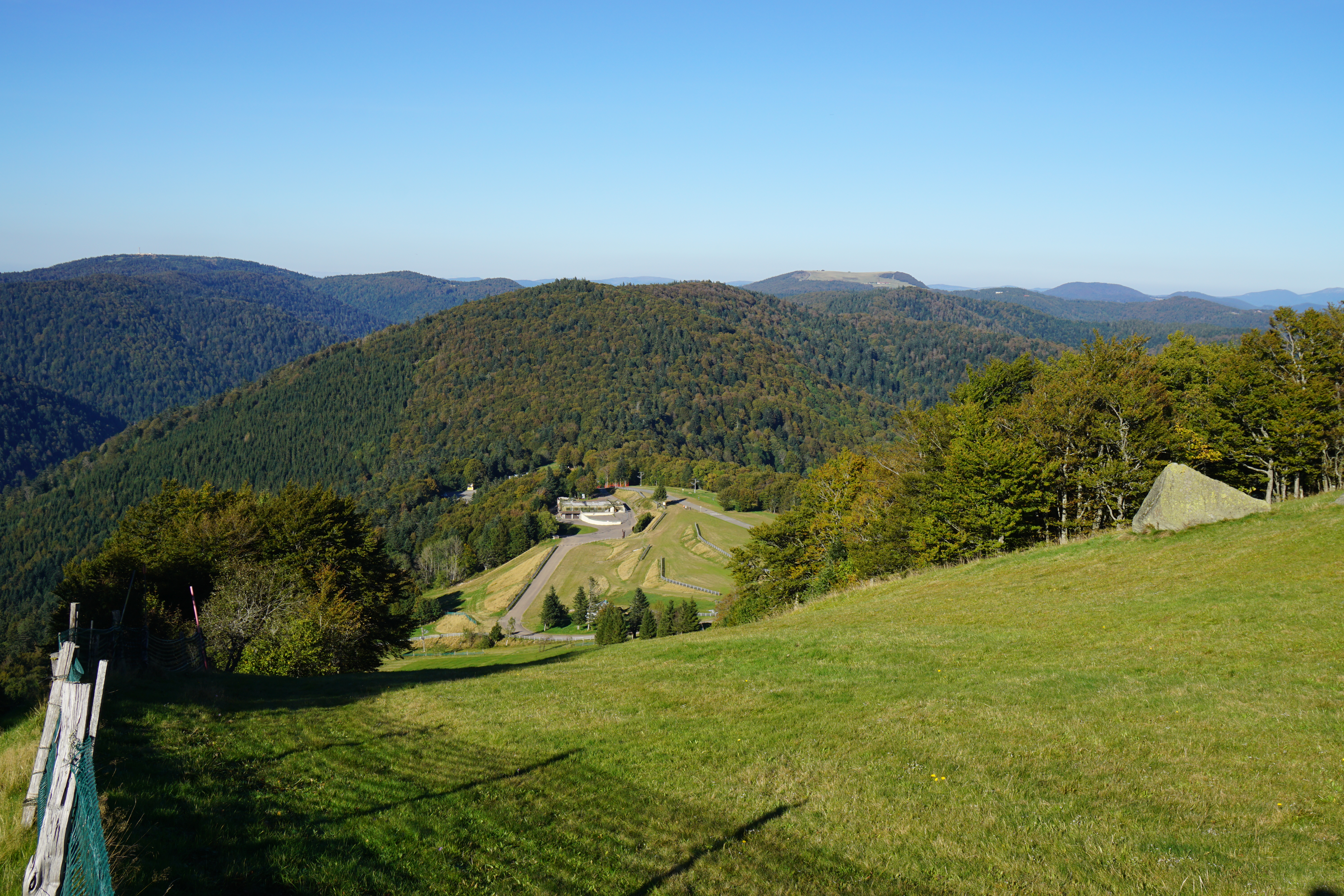
La Planche des Belles Filles.

Plancher-les-Mines se situe dans la région montagneuse des Vosges saônoises, au pied de la Planche des Belles Filles et du ballon Saint-Antoine. L'essentiel des habitations se trouve dans la haute vallée du Rahin, composé d'alluvions fluvio-glaciaires. L'altitude du centre-ville est de 483 mètres. Le point culminant du territoire communal est de 1 215 mètres.
Le territoire s’étend en longueur sur 10 km, du village jusque sur les versants abruptes des Hautes-Vosges, aux abords du Ballon de Servance et de la Tête de la Grande Goutte et du col du Stalon. Une multitude de sommets élevés parsèment le territoire de part et d'autre de la vallée.

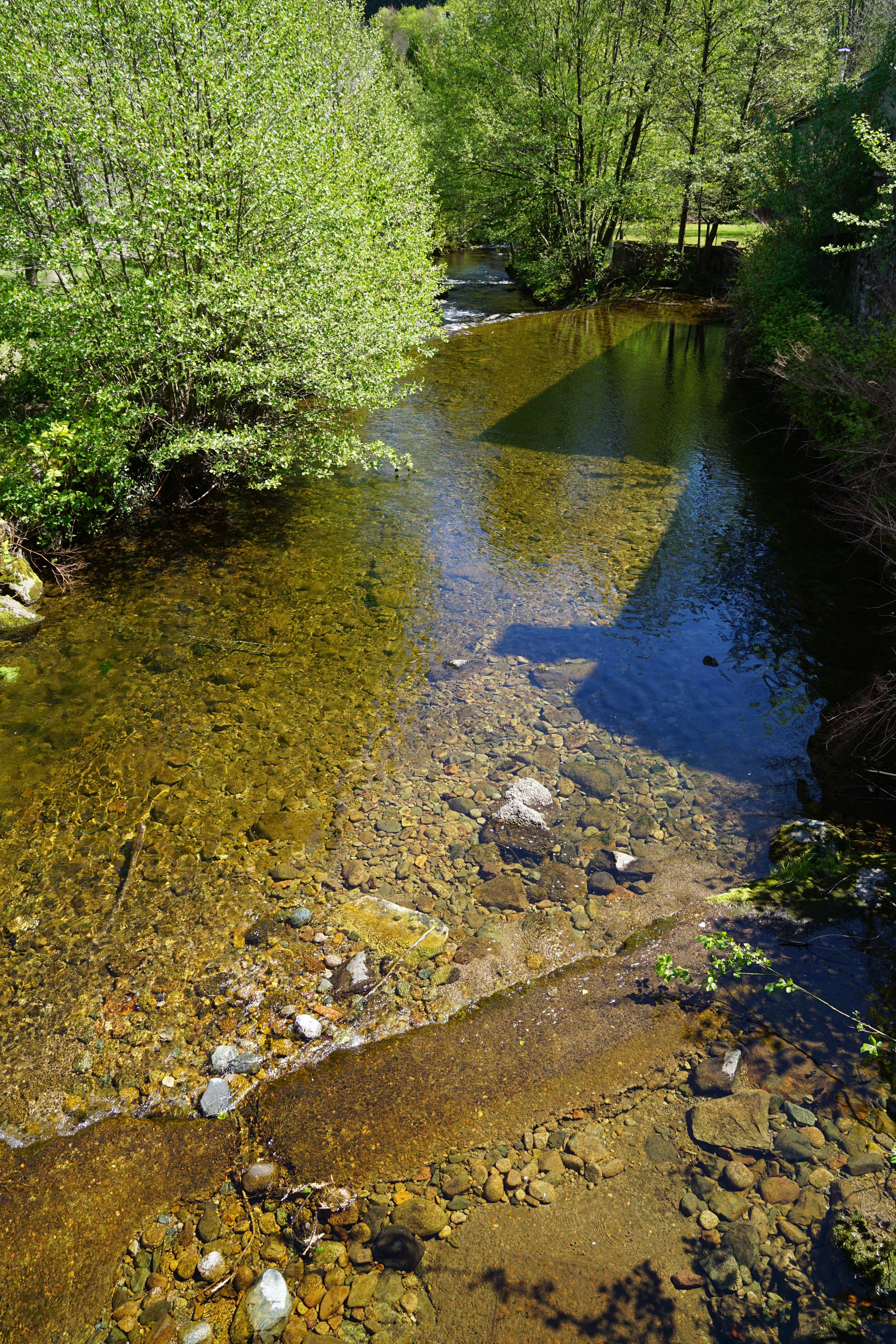
Le Rahin traversant le village.

### Hydrographie
La vallée de Plancher-les-Mines est traversée par le Rahin qui prend sa source non loin du col du Stalon, entre le ballon de Servance et le ballon d'Alsace.

### Géologie
Il y a 300 millions d'années, sous le Paléozoïque, des épanchements de lave forment la vallée du Rahin. Puis, 260 millions d'années plus tard, le plissement alpin fissure la croûte terrestre et favorise la remontée de divers minerais métalliques.
Vers 10000 av. J.-C., un glacier occupe la vallée du Rahin mais sa progression est freinée par les roches du Laurier, bordant l'emplacement du futur village. Des vestiges de ce phénomène, tel que des moraines ou des verrous glaciaires, sont toujours visibles au XXIe siècle.

### Climat
Pour des articles plus généraux, voir Climat de la Bourgogne-Franche-Comté et Climat de la Haute-Saône.
En 2010, le climat de la commune est de type climat de montagne, selon une étude du Centre national de la recherche scientifique s'appuyant sur une série de données couvrant la période 1971-2000. En 2020, Météo-France publie une typologie des climats de la France métropolitaine dans laquelle la commune est exposée à un climat semi-continental et est dans la région climatique  Vosges, caractérisée par une pluviométrie très élevée (1 500 à 2 000 mm/an) en toutes saisons et un hiver rude (moins de 1 °C). 
Pour la période 1971-2000, la température annuelle moyenne est de 9 °C, avec une amplitude thermique annuelle de 16,7 °C. Le cumul annuel moyen de précipitations est de 2 033 mm, avec 14,3 jours de précipitations en janvier et 11,6 jours en juillet. Pour la période 1991-2020, la température moyenne annuelle observée sur la station météorologique installée sur la commune est de 9,8 °C et le cumul annuel moyen de précipitations est de 2 048,8 mm. 
La température maximale relevée sur cette station est de 37,5 °C, atteinte le 12 août 2003 ; la température minimale est de −23 °C, atteinte le 9 janvier 1985,,. 
| Mois                                  | jan.           | fév.           | mars           | avril         | mai           | juin          | jui.         | août           | sep.          | oct.            | nov.           | déc.            | année     |
| ------------------------------------- | -------------- | -------------- | -------------- | ------------- | ------------- | ------------- | ------------ | -------------- | ------------- | --------------- | -------------- | --------------- | --------- |
| Température minimale moyenne (°C)     | −2,1           | −2,1           | 0,7            | 3,8           | 7,6           | 11            | 12,7         | 12,7           | 9,3           | 5,9             | 1,7            | −0,9            | 5         |
| Température moyenne (°C)              | 1,3            | 2,1            | 5,7            | 9,4           | 13,2          | 16,7          | 18,6         | 18,5           | 14,5          | 10,4            | 5,2            | 2,1             | 9,8       |
| Température maximale moyenne (°C)     | 4,6            | 6,2            | 10,8           | 15,1          | 18,8          | 22,5          | 24,5         | 24,2           | 19,7          | 14,9            | 8,7            | 5               | 14,6      |
| Record de froid (°C) date du record   | −23 09.01.1985 | −21 14.02.1991 | −17,5 01.03.05 | −7 13.04.1986 | −2 05.05.1991 | −0,5 02.06.06 | 5 07.07.1993 | 2,5 29.08.1993 | 0 10.09.1996  | −7,5 30.10.1997 | −13 26.11.1989 | −18 20.12.09    | −23 1985  |
| Record de chaleur (°C) date du record | 17,5 01.01.23  | 21,5 27.02.19  | 25 31.03.21    | 28,5 30.04.05 | 31,5 25.05.09 | 36 26.06.19   | 37 25.07.19  | 37,5 12.08.03  | 32,5 15.09.20 | 30 03.10.1985   | 21,5 08.11.15  | 19,5 16.12.1989 | 37,5 2003 |
| Précipitations (mm)                   | 235,9          | 186            | 177,9          | 116,2         | 155,6         | 125,5         | 125,5        | 126,6          | 139,4         | 180,3           | 211,1          | 268,8           | 2 048,8   |

| Diagramme climatique                                  |            |              |              |              |             |               |               |              |              |             |            |
| J                                                     | F          | M            | A            | M            | J           | J             | A             | S            | O            | N           | D          |
| 4,6−2,1235,9                                          | 6,2−2,1186 | 10,80,7177,9 | 15,13,8116,2 | 18,87,6155,6 | 22,511125,5 | 24,512,7125,5 | 24,212,7126,6 | 19,79,3139,4 | 14,95,9180,3 | 8,71,7211,1 | 5−0,9268,8 |
| Moyennes : • Temp. maxi et mini °C • Précipitation mm |            |              |              |              |             |               |               |              |              |             |            |

Les paramètres climatiques de la commune ont été estimés pour le milieu du siècle (2041-2070) selon différents scénarios d'émission de gaz à effet de serre à partir des nouvelles projections climatiques de référence DRIAS-2020. Ils sont consultables sur un site dédié publié par Météo-France en novembre 2022.

## Urbanisme

### Typologie
Au 1er janvier 2024, Plancher-les-Mines est catégorisée bourg rural, selon la nouvelle grille communale de densité à sept niveaux définie par l'Insee en 2022.
Elle appartient à l'unité urbaine de Plancher-les-Mines, une agglomération intra-départementale regroupant deux  communes, dont elle est une commune de la banlieue,,. Par ailleurs la commune fait partie de l'aire d'attraction de Belfort, dont elle est une commune de la couronne,. Cette aire, qui regroupe 91 communes, est catégorisée dans les aires de 50 000 à moins de 200 000 habitants,.

### Occupation des sols
L'occupation des sols de la commune, telle qu'elle ressort de la base de données européenne d’occupation biophysique des sols Corine Land Cover (CLC), est marquée par l'importance des forêts et milieux semi-naturels (95,9 % en 2018), une proportion identique à celle de 1990 (95,9 %). La répartition détaillée en 2018 est la suivante : 
forêts (94,9 %), zones urbanisées (2,4 %), prairies (1,7 %), milieux à végétation arbustive et/ou herbacée (0,9 %). L'évolution de l’occupation des sols de la commune et de ses infrastructures peut être observée sur les différentes représentations cartographiques du territoire : la carte de Cassini (XVIIIe siècle), la carte d'état-major (1820-1866) et les cartes ou photos aériennes de l'IGN pour la période actuelle (1950 à aujourd'hui).

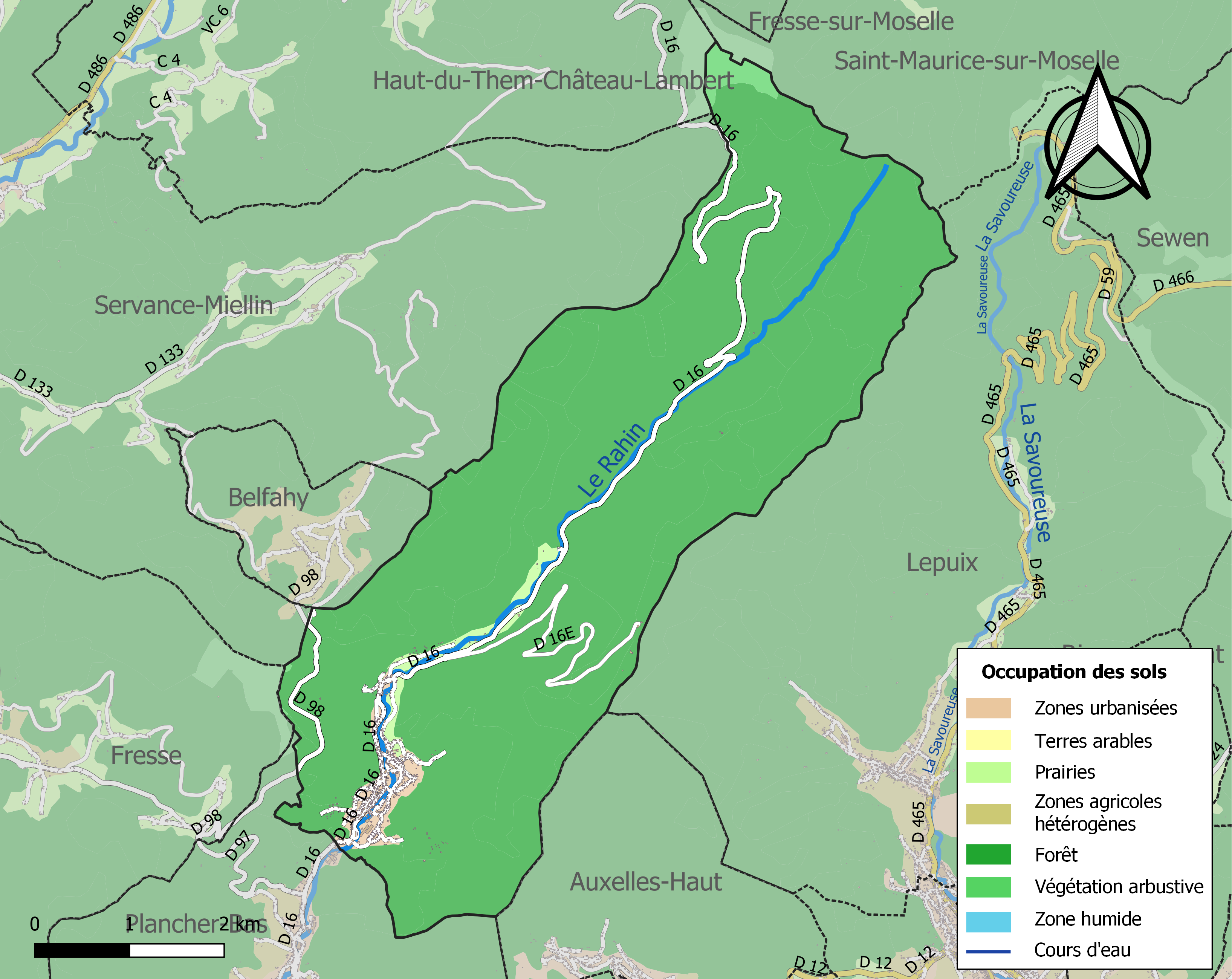
Carte des infrastructures et de l'occupation des sols de la commune en 2018 (CLC).

## Toponymie
Le nom Plancher viens du l'ancien français Planchicum (planche, pont) qui était donné au premier village, il y a ensuite eu une distinction entre Plancher-Bas et Plancher-Haut (en raison de l'altitude et de l'éloignement), puis Plancher-Haut devint Plancher-les-Mines au XVIIe siècle pour rendre hommage à l'activité minière qui a permis son essor.

## Histoire

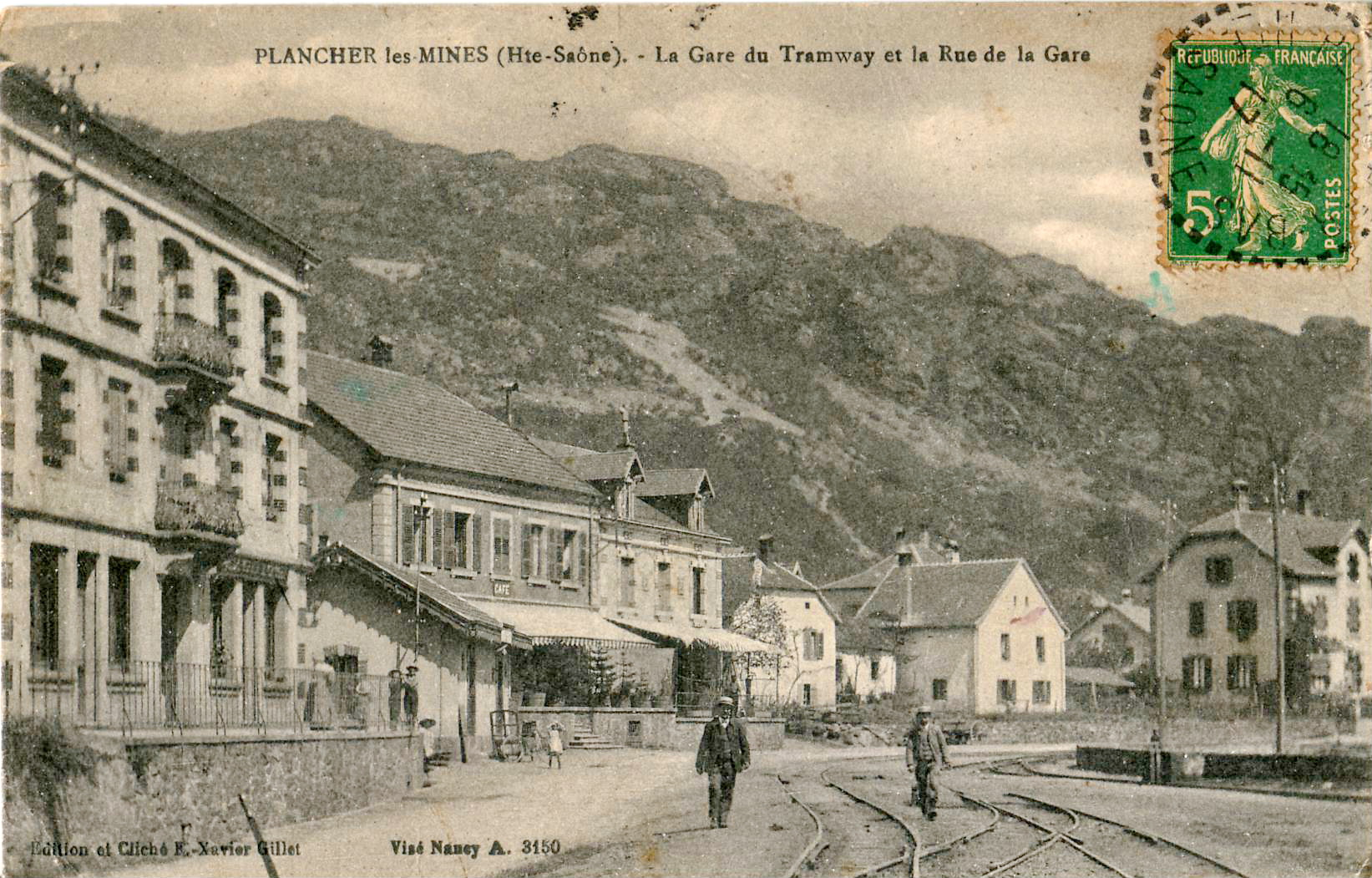
Le bourg fut desservi de 1895 à 1938 par une ligne de chemin de fer secondaire reliant Ronchamp à Saint-Antoine, exploitée par les Chemins de fer vicinaux de la Haute-Saône. Ici la gare de Plancher-Haut.

En 600, un moine s'installe dans la forêt de Saint-Antoine avant qu'un prieuré et une chapelle ne soient construits. En 1178, le village de Planchicum est inscrit dans les archives. En 1232, l'Abbé de Lure, seigneur de passavant (vallée du Rahin) est nommé Prince. En 1687, Plancher-Haut, devenu Plancher-les-Mines au XVIIe siècle, devient indépendant de Plancher-Bas (dont il était un hameau) après l'accroissement démographique provoqué par l'exploitation des mines,.
En 1771, l'usine Priqueler fabrique des montres et diverses pièces d'horlogeries avant de se spécialiser dans la réalisation de vis et de boulons employant plus d'une quinzaine de personnes. L'un des propriétaires de l'atelier s'est fait construire un manoir de style anglais, par la suite récupéré pour abriter les locaux de la mairie. Le village a connu un apogée avec jusqu'à 3 000 habitants au début du XXe siècle. Il abritait alors des mines et des industries de transformation des métaux (vis, boulons, crémones, serrures, fonderies, brosserie) et la vallée était devenue un petit centre industriel tirant parti du charbon extrait dans les houillères de Ronchamp.
Dans les années 1850 une épidémie de choléra touche la Franche-Comté. Les habitants de Plancher-les-Mines font vœu de construire une croix au sommet d'une colline dominant le village s'ils ne sont pas frappés par l'épidémie. Cette dernière reste contenue à Plancher-Bas. Les habitants tiennent parole et décident de construire une croix en 1854 à 765 mètres d’altitude,.
Depuis les années 1960 les entreprises, autrefois florissantes (jusqu'à 1 500 emplois drainant les populations actives de 20 communes avoisinantes) sont en déclin du fait de la disparition progressive d'avantages stratégiques, dont les mines qui ont fermé à la fin du XIXe siècle.

### Les mines
Entre 5000 av. J.-C. et 2000 av. J.-C., des hommes préhistoriques exploitent déjà de la pélite dans le secteur de Plancher-les-Mines pour la fabrication de haches. Le mines de Plancher sont mentionnées pour la première fois en 1458, avant qu'une concession ne soit accordée à un industriel de Bâle. À partir du XVe siècle, l'exploitation de mines d'argent, de fer, de molybdène et de plomb se développe. Les mines de Plancher fournissent de nombreuses villes pour les ateliers monétaires, notamment en Allemagne.
Entre la fin du XVIe siècle et le début du XVIIe siècle, la découverte de nouveaux filons permet d'atteindre une production record de 170 kg d'argent fourni par 500 mineurs. Mais l'activité décline rapidement à partir du milieu du XVIIe siècle jusqu'à cesser. Au XVIIIe siècle, l'activité minière est relancée par la compagnie anglaise Floyd après une quarantaine d'années d'abandon. L'utilisation de la poudre pour le creusement des galeries vosgiennes fait son apparition vers 1630. À cette époque, les ingénieurs réutilisent les anciennes galeries du XVIe siècle. Ces dernières, très étroites, sont élargies à l'explosif, mais c'est un échec car ces filons était déjà bien exploités. C'est l'ingénieur Gensanne qui dirige les derniers travaux d’extraction vers 1750. En 1830, monsieur Collard tente de relancer l'exploitation avant de préférer les mines de Giromagny. Enfin, monsieur Deleuzun entreprend des travaux de recherche vers 1930 qui restent sans résultats.
Des vestiges miniers (entrées de galeries, tranchées et haldes) subsistent au début du XXIe siècle, dont certains sont réaménagés le long d'un sentier pédestre,,.

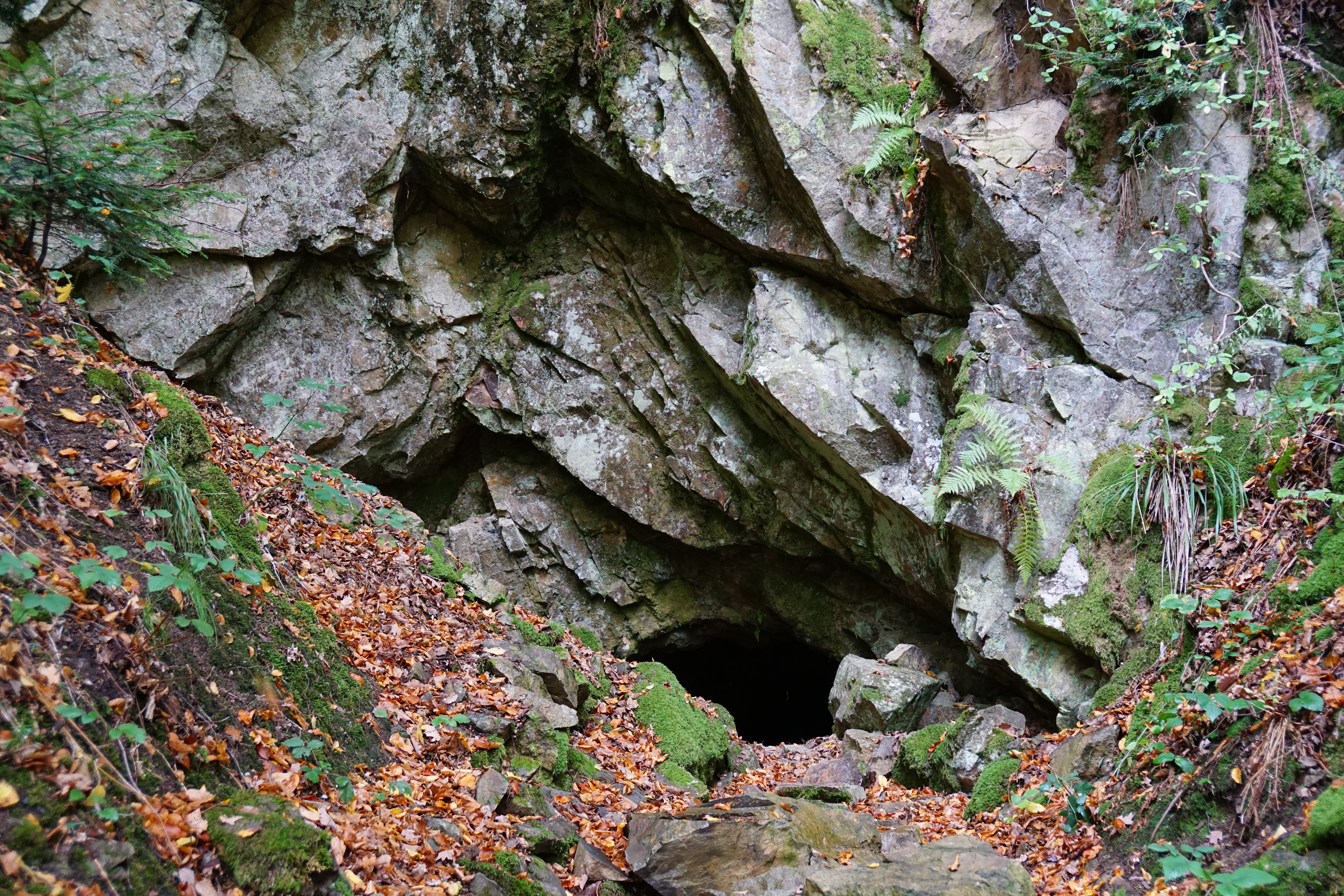
L'entrée d'une mine de plomb.
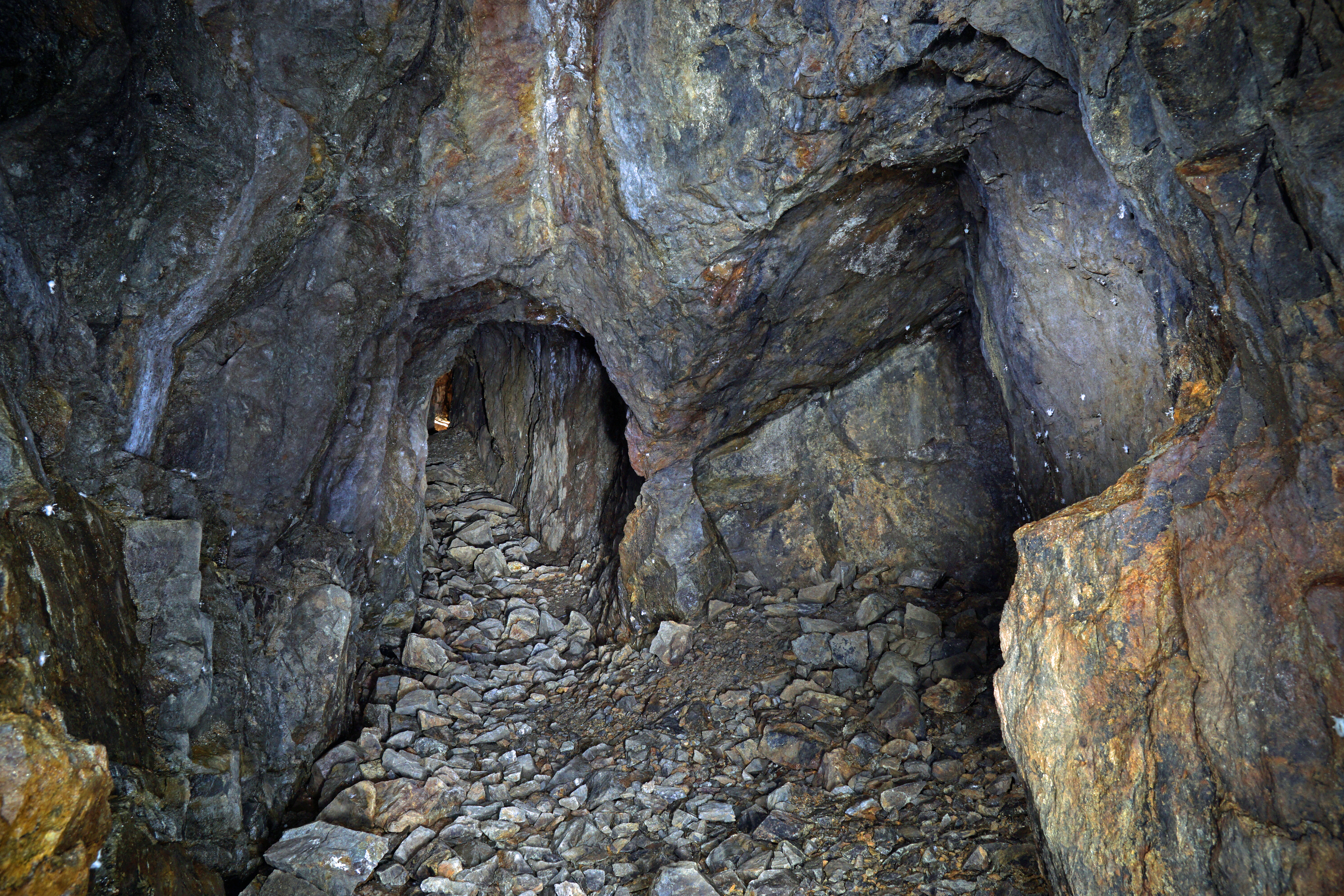
L'intérieur.
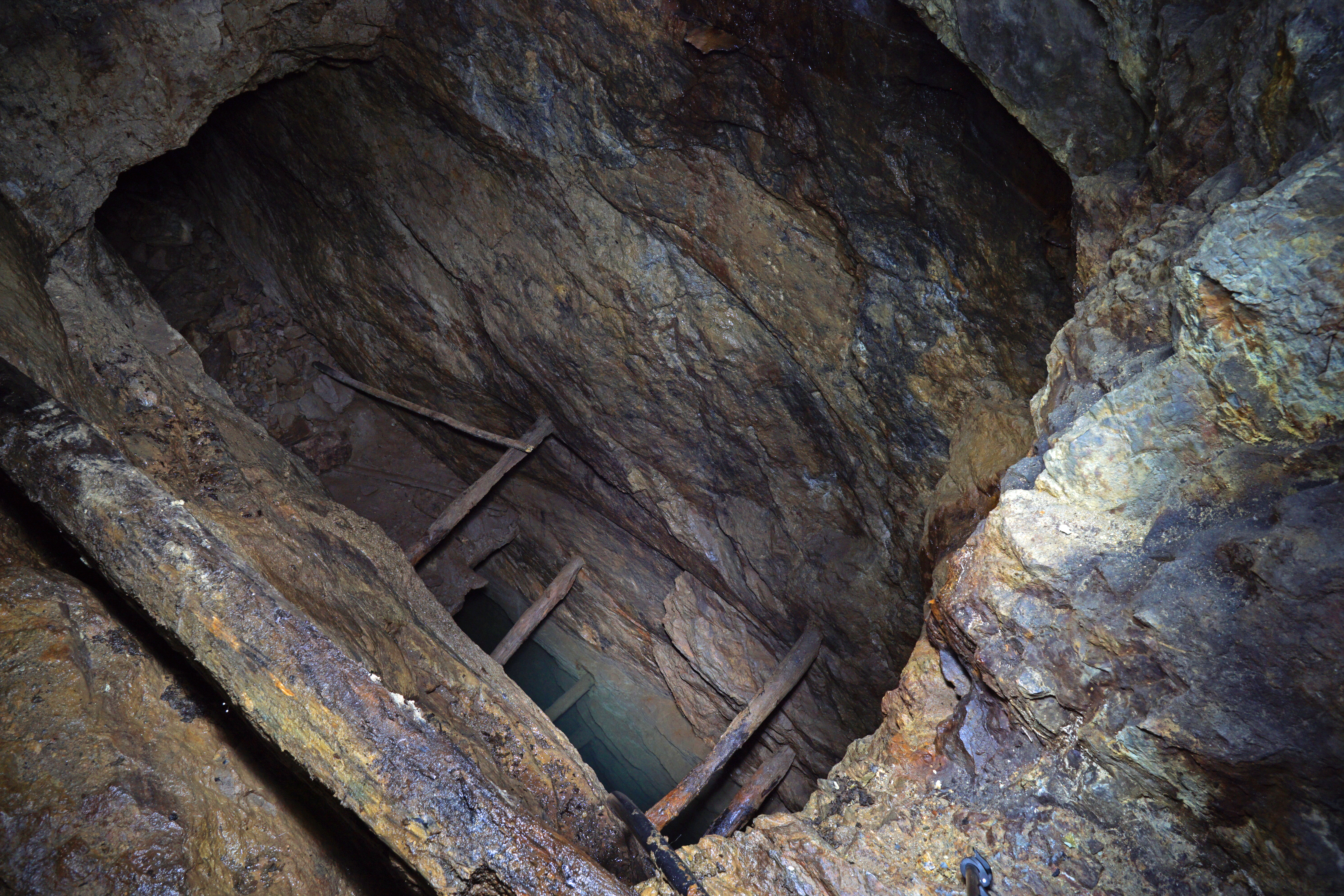
La mine noyée.
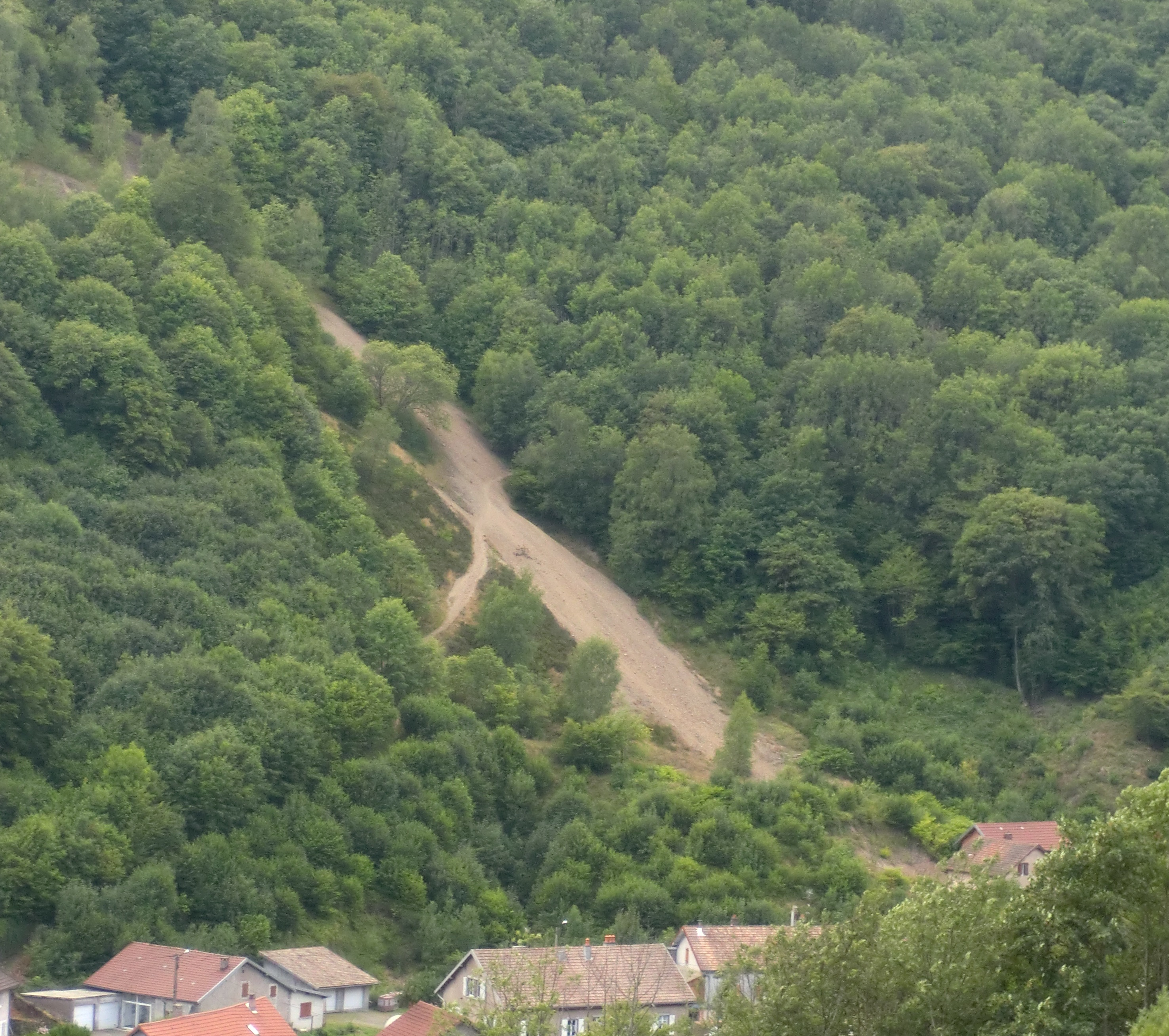
Une halde à flanc de colline.

## Politique et administration

Carte départementale représentant en rouge la communauté de communes Rahin et Chérimont.

### Rattachements administratifs et électoraux
Plancher-les-Mines se trouve dans l'arrondissement de Lure du département de la Haute-Saône, en région Bourgogne-Franche-Comté.
Il faisait historiquement partie du canton de Champagney,. Dans le cadre du redécoupage cantonal de 2014 en France, la commune fait désormais partie du canton d'Héricourt-1.

### Intercommunalité
La commune est membre depuis son origine de la communauté de communes Rahin et Chérimont, intercommunalité créée en 2003, et qui se trouve dans le pays des Vosges Saônoises.
Le village est par ailleurs situé dans le périmètre du parc naturel régional des Ballons des Vosges.

### Liste des maires

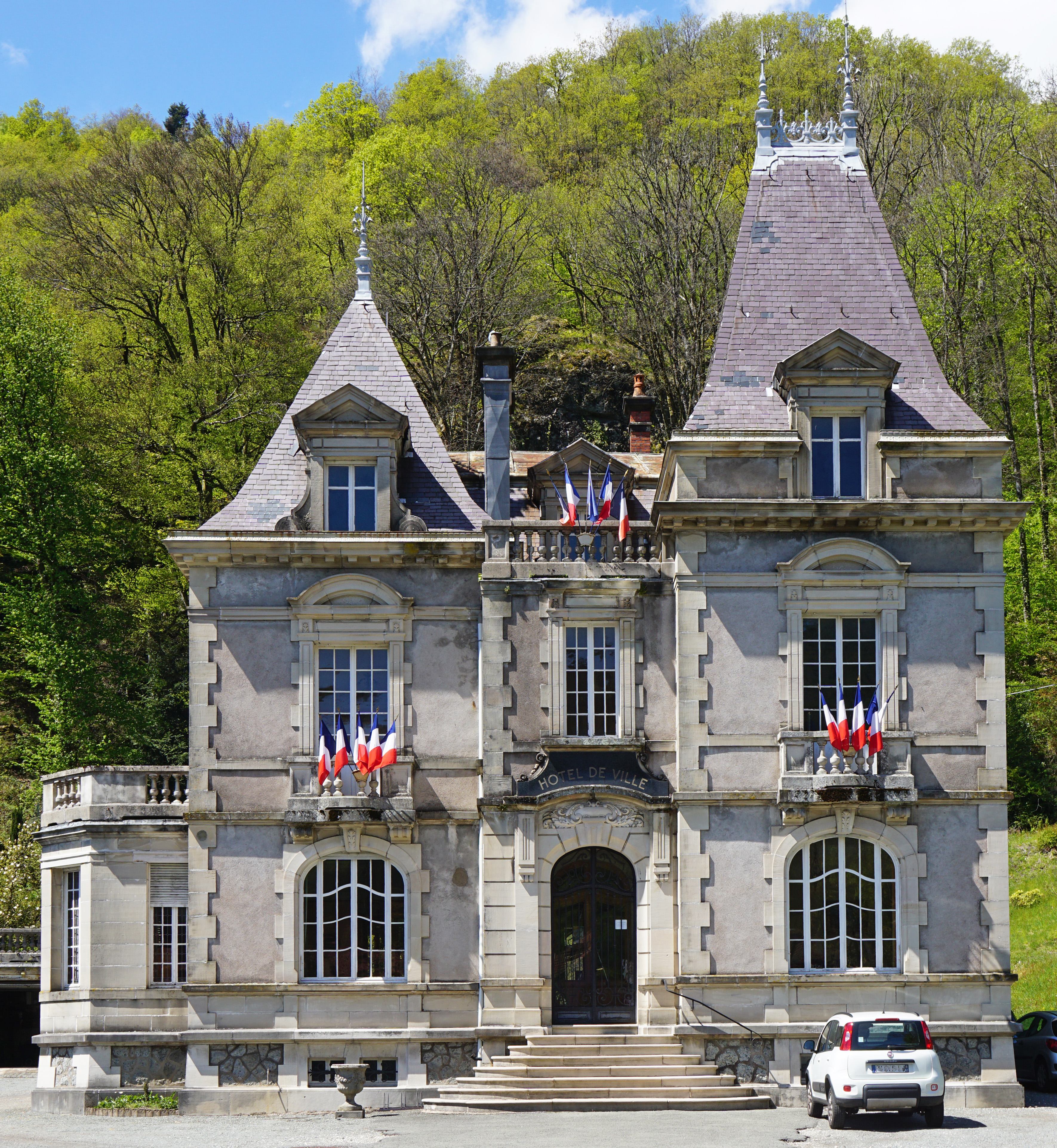
La mairie.

| Période                                  | Période                   | Identité           | Étiquette | Qualité                                                                                      |
| ---------------------------------------- | ------------------------- | ------------------ | --------- | -------------------------------------------------------------------------------------------- |
| ?                                        | ?                         | Charles Laurent    |           | Industriel Nommé membre de la Commission administrative départementale en 1941               |
| Les données manquantes sont à compléter. |                           |                    |           |                                                                                              |
|                                          | mars 2001                 | Jean-Marie Lombard |           |                                                                                              |
| mars 2001                                | mars 2008                 | Bernard Lambert    |           |                                                                                              |
| mars 2008                                | En cours (au 27 mai 2020) | Michel Galmiche    | DVD       | Retraité Vice-président de la CC Rahin et Chérimont (2014 → ) Réélu pour le mandat 2020-2026 |

### Environnement
La communauté de communes Rahin et Chérimont, à laquelle appartient Plancher-les-Mines, est membre du syndicat intercommunal de collecte et de traitement des ordures ménagères (SICTOM) de la zone sous-vosgienne, basé à Étueffont. La communauté de communes Rahin et Chérimont assure la gestion de la politique environnementale de Ronchamp, dont entre autres la mise en place et le suivi d’un service public d’assainissement non collectif.
Une partie du territoire communal est classée en réserve naturelle, au sein de la réserve naturelle nationale des Ballons Comtois.

## Population et société

### Démographie
En 2022, la commune de Plancher-les-Mines comptait 897 habitants. À partir du XXIe siècle, les recensements réels des communes de moins de 10 000 habitants ont lieu tous les cinq ans. Les autres « recensements » sont des estimations.
| 1793 | 1800 | 1806 | 1821 | 1831  | 1836  | 1841  | 1846  | 1851  |
| ---- | ---- | ---- | ---- | ----- | ----- | ----- | ----- | ----- |
| 895  | 878  | 942  | 995  | 1 384 | 1 394 | 1 480 | 1 537 | 1 541 |

| 1856  | 1861  | 1866  | 1872  | 1876  | 1881  | 1886  | 1891  | 1896  |
| ----- | ----- | ----- | ----- | ----- | ----- | ----- | ----- | ----- |
| 1 514 | 1 730 | 1 887 | 1 874 | 2 007 | 2 339 | 2 435 | 2 623 | 2 683 |

| 1901  | 1906  | 1911  | 1921  | 1926  | 1931  | 1936  | 1946  | 1954  |
| ----- | ----- | ----- | ----- | ----- | ----- | ----- | ----- | ----- |
| 2 685 | 2 786 | 2 843 | 2 116 | 2 343 | 2 244 | 2 146 | 1 863 | 1 877 |

| 1962  | 1968  | 1975  | 1982  | 1990  | 1999  | 2006  | 2008  | 2013  |
| ----- | ----- | ----- | ----- | ----- | ----- | ----- | ----- | ----- |
| 1 715 | 1 584 | 1 452 | 1 414 | 1 178 | 1 064 | 1 086 | 1 092 | 1 013 |

| 2018 | 2022 | - | - | - | - | - | - | - |
| ---- | ---- | - | - | - | - | - | - | - |
| 960  | 897  | - | - | - | - | - | - | - |

### Enseignement
La commune dépend de l'académie de Besançon.
Plancher-les-Mines  possède une école maternelle et primaire publique. Pour la scolarisation des lycéens, le lycée Georges-Colomb de Lure est l'établissement privilégié.
En ce qui concerne les études supérieures, les établissements les plus proches sont situés dans l'aire urbaine de Belfort-Montbéliard et à Vesoul.

### Santé
Concernant les services hospitaliers, l'hôpital le plus proche de Plancher-les-Mines est celui de Lure, mais il est de plus en plus désinvesti par les services publics au profit de celui de Vesoul, principal site du C.H.I. de la Haute-Saône. Par ailleurs, les hôpitaux de Belfort et Montbéliard, facilement accessible depuis Ronchamp, fusionnent en 2017 au profit de la nouvelle infrastructure commune du centre hospitalier de Belfort-Montbéliard, située à mi-chemin entre les deux villes, à Trévenans.

### Services et équipements publics

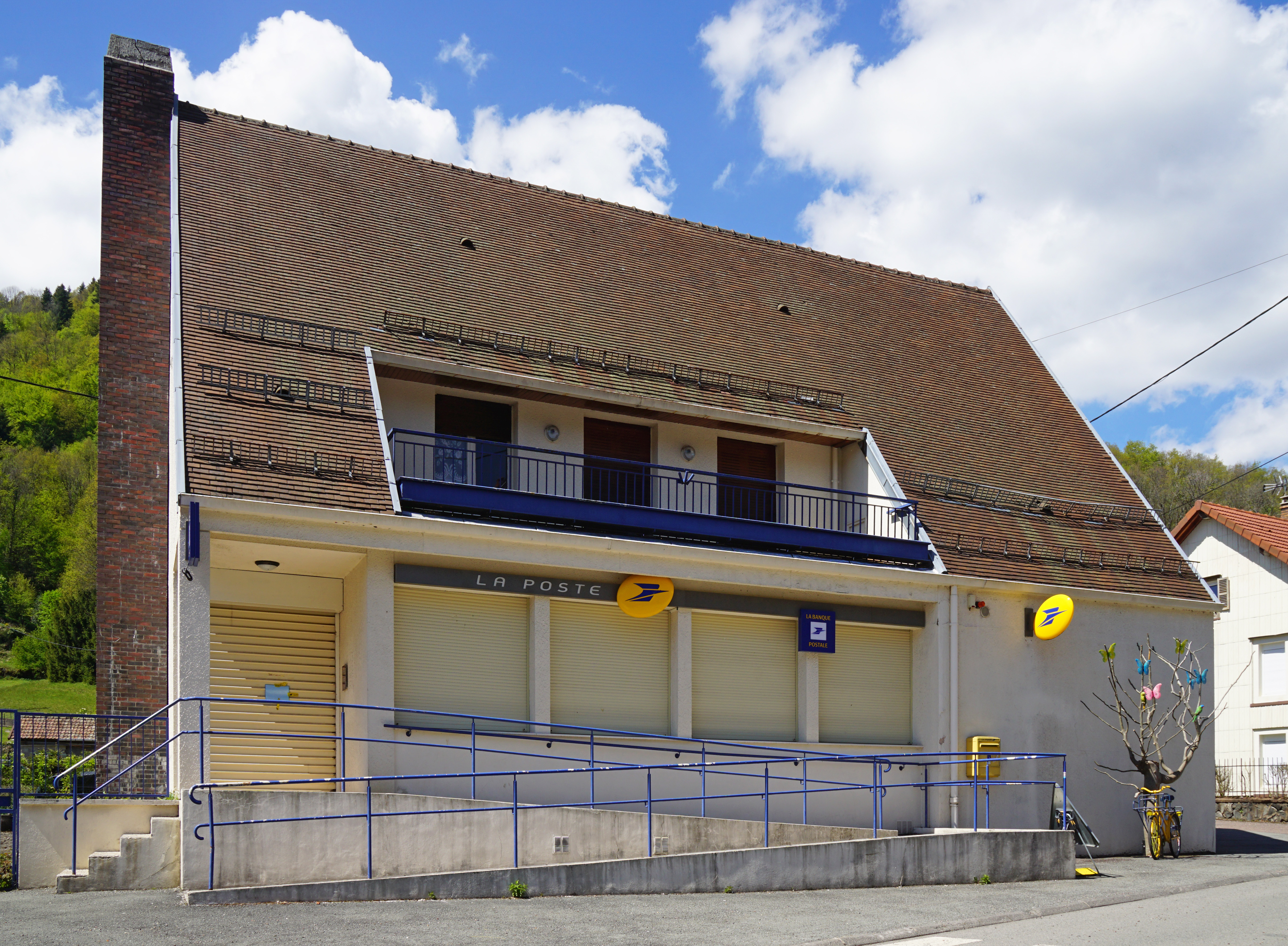
Le bureau de poste.

Les services publics comprennent un bureau de poste, une salle polyvalente et une médiathèque. Une maison France services est installée au rez-de-chaussée de la mairie.
Une brigade territoriale de gendarmerie est implantée dans la commune proche de Champagney.
Les autres services publics sont disponibles à Lure, où l'on trouve notamment la sous-préfecture, les services sociaux locaux du Conseil départemental et une de ses antennes techniques routières, Pôle emploi, EDF, les services fiscaux et cadastraux et un tribunal d'instance.

### Instances administratives et judiciaires
La commune de Plancher-les-Mines dépend du tribunal de grande instance de Vesoul, du tribunal d'instance de Lure, du tribunal de commerce de Vesoul, du tribunal paritaire des baux ruraux de Lure, du tribunal des affaires de Sécurité sociale du Territoire de Belfort, du conseil de prud'hommes de Lure et de la cour d'assises de Vesoul. De plus, la ville est dépendante du tribunal administratif et de la cour d'appel de Besançon ainsi que de la cour administrative d'appel de Nancy,.

### Médias
La presse écrite est représentée par le quotidien régional L'Est républicain ainsi que par le journal hebdomadaire Les Affiches de la Haute-Saône.
Le village est couverte par les programmes de France 3 Franche-Comté.

### Cultes
Plancher-les-Mines est rattachée à l'unité pastorale de Champagney, faisant partie du doyenné de Lure, qui dépend de l'archidiocèse de Besançon. Un lieu de culte catholique est implanté dans la commune : l'église Saint-Nicolas.

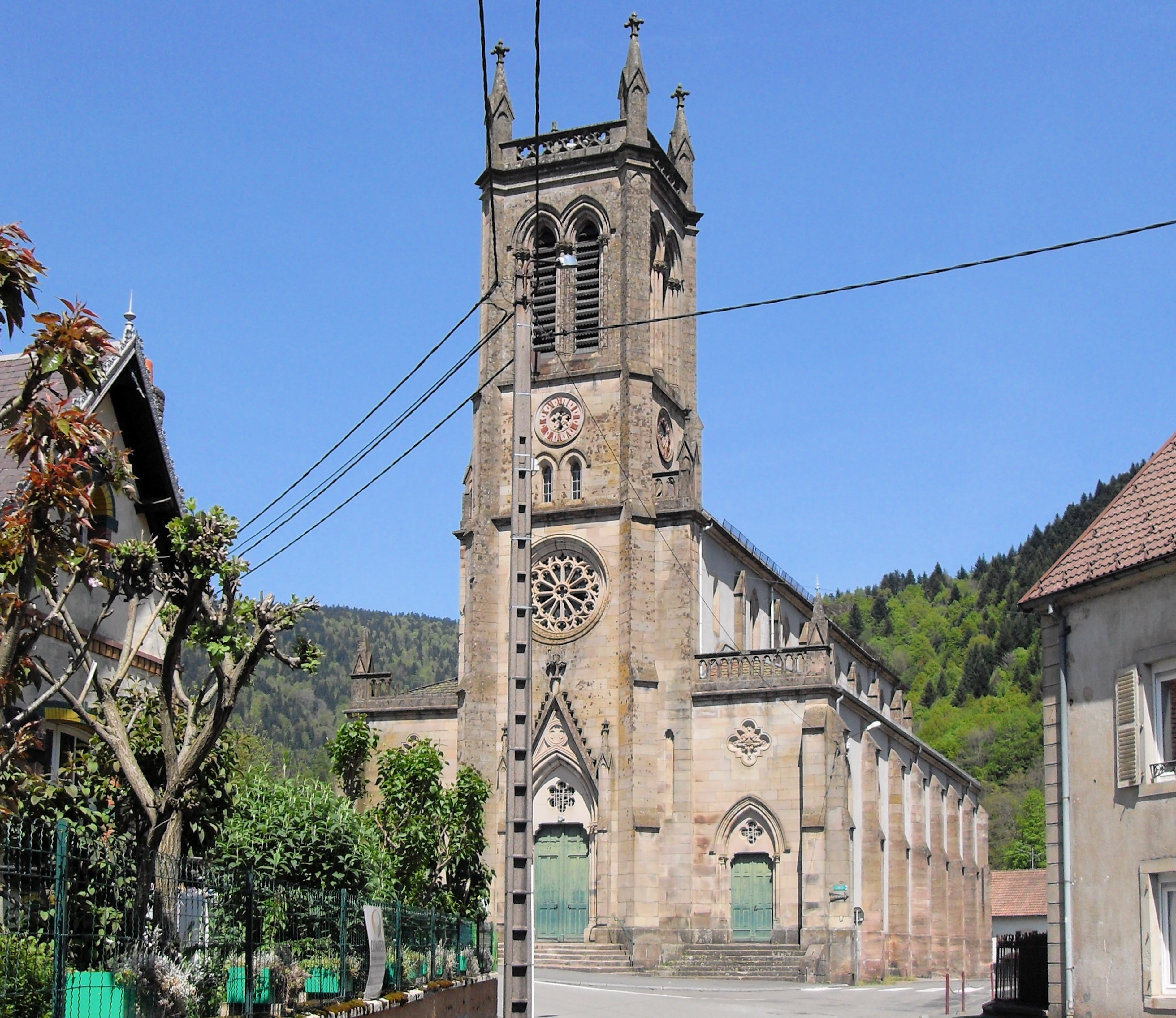
L'église.
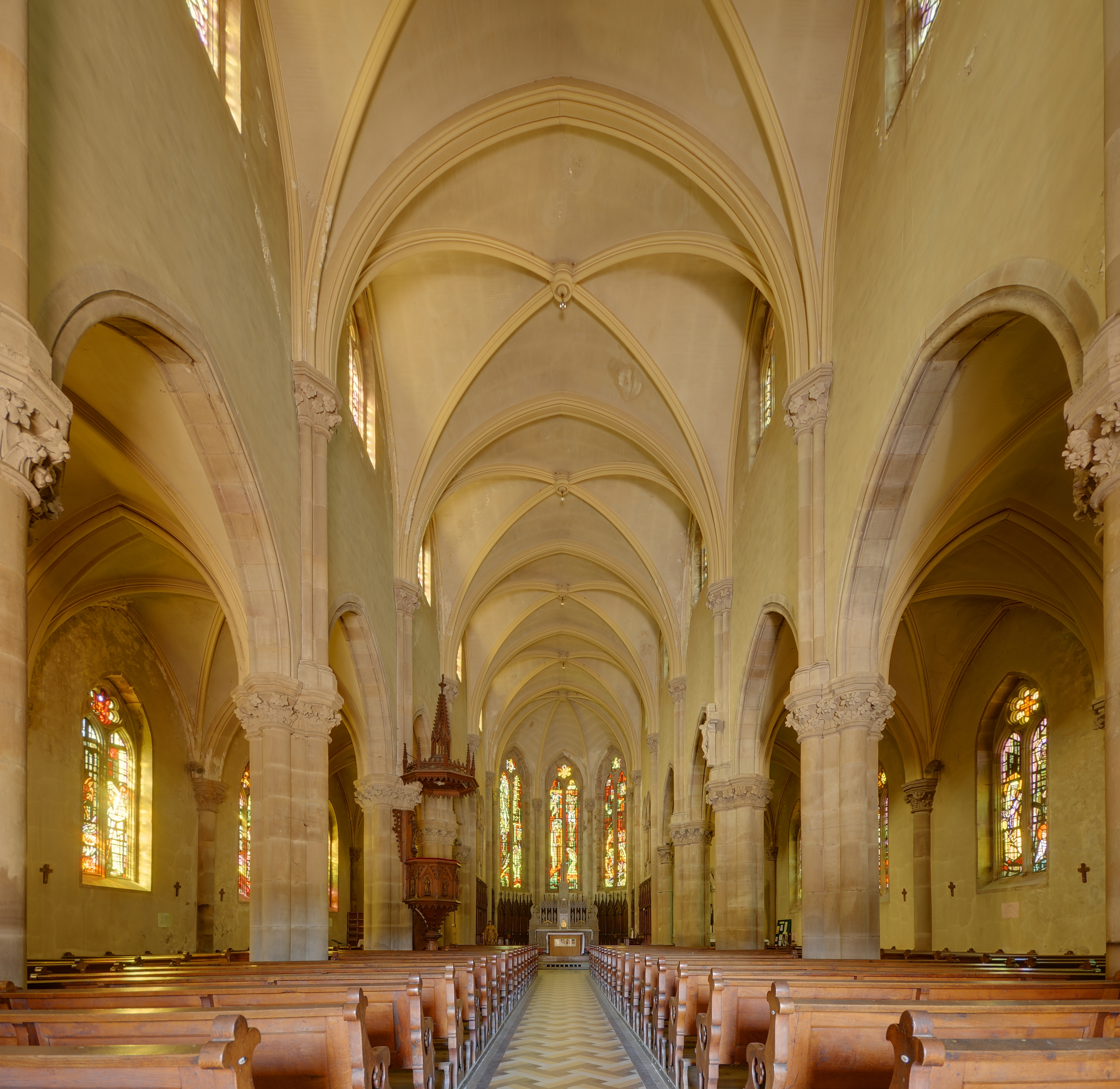
L'intérieur de l'église.
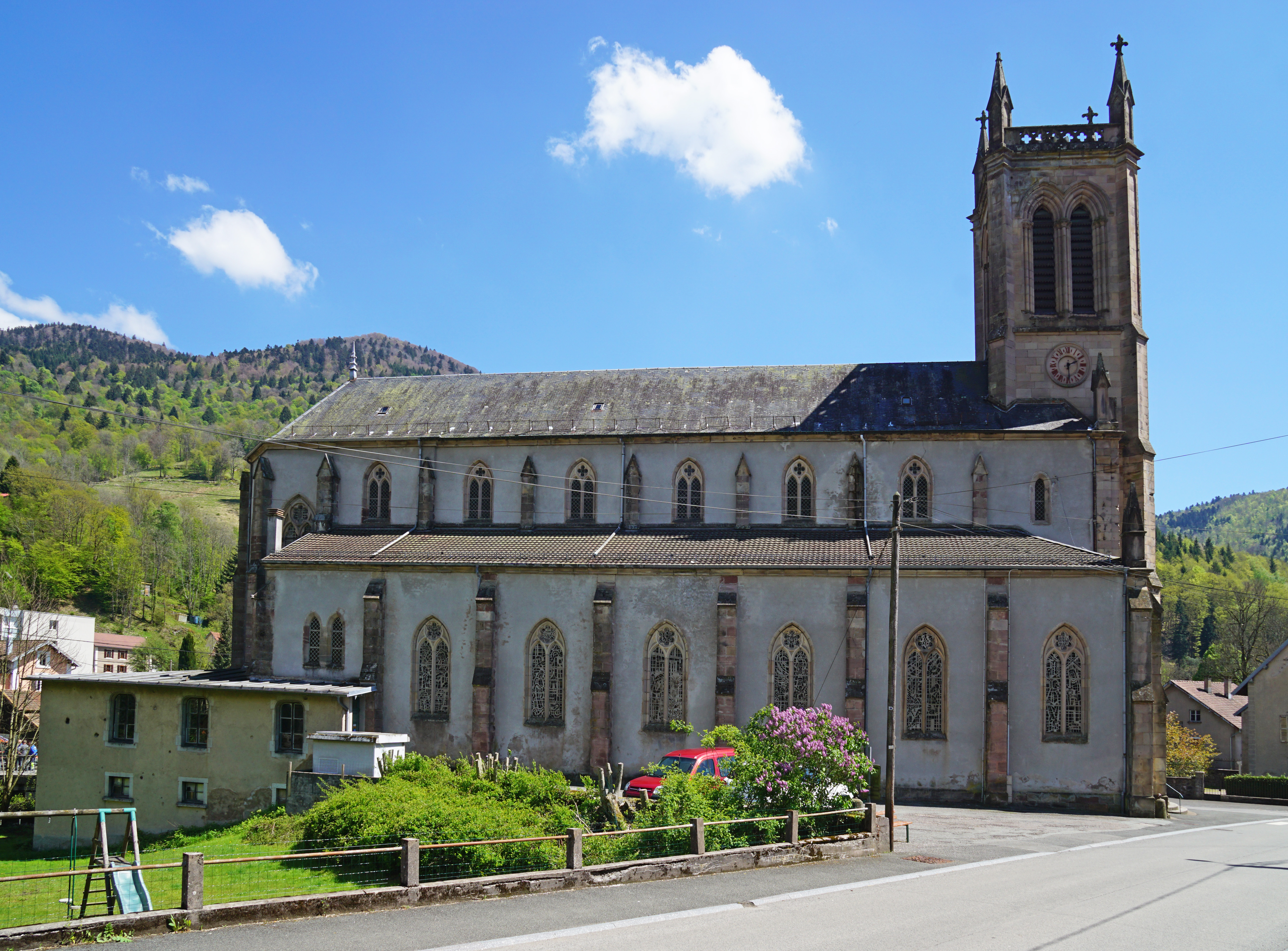

Concernant d'autres religions, les lieux de cultes les plus proches sont les temples de Magny-Danigon et Clairegoutte pour les protestants, la synagogue de Belfort pour les juifs et la mosquée de Lure pour les musulmans.

## Économie
Au début du XXIe siècle, le village ne compte plus guère qu'une centaine d'emplois industriels. C'est un village de retraités ou dortoir. Les maisons à vendre trouvent encore acquéreurs auprès de Belfortains voire de Mulhousiens qui n'hésitent plus à parcourir 50 à 100 km quotidiens pour se rendre à leur travail. L'INSEE rattache le village au bassin de vie de  Champagney - Ronchamp.

## Culture locale et patrimoine

### Lieux et monuments
- Musée de la Fête foraine ;
- Le cinéma Sélect créé en 1941 par Moïse Foglia ;
- Porphyre de Plancher utilisé dans la basilique de Fourvière à Lyon ;
- Cascades en forêt : cascade de la Goutte des Saules, du Saut de la Truite, du Gremillot, de Saint Victor ;
- Vestiges miniers ;
- La Planche des Belles Filles (station de ski et ascension cycliste) ;
- L'église ;
- La mairie ;
- Le « sabot de l'enfant » (rocher) ;
- La croix du choléra.
- L'ancienne gare des chemins de fer vicinaux de la Haute-Saône[48].

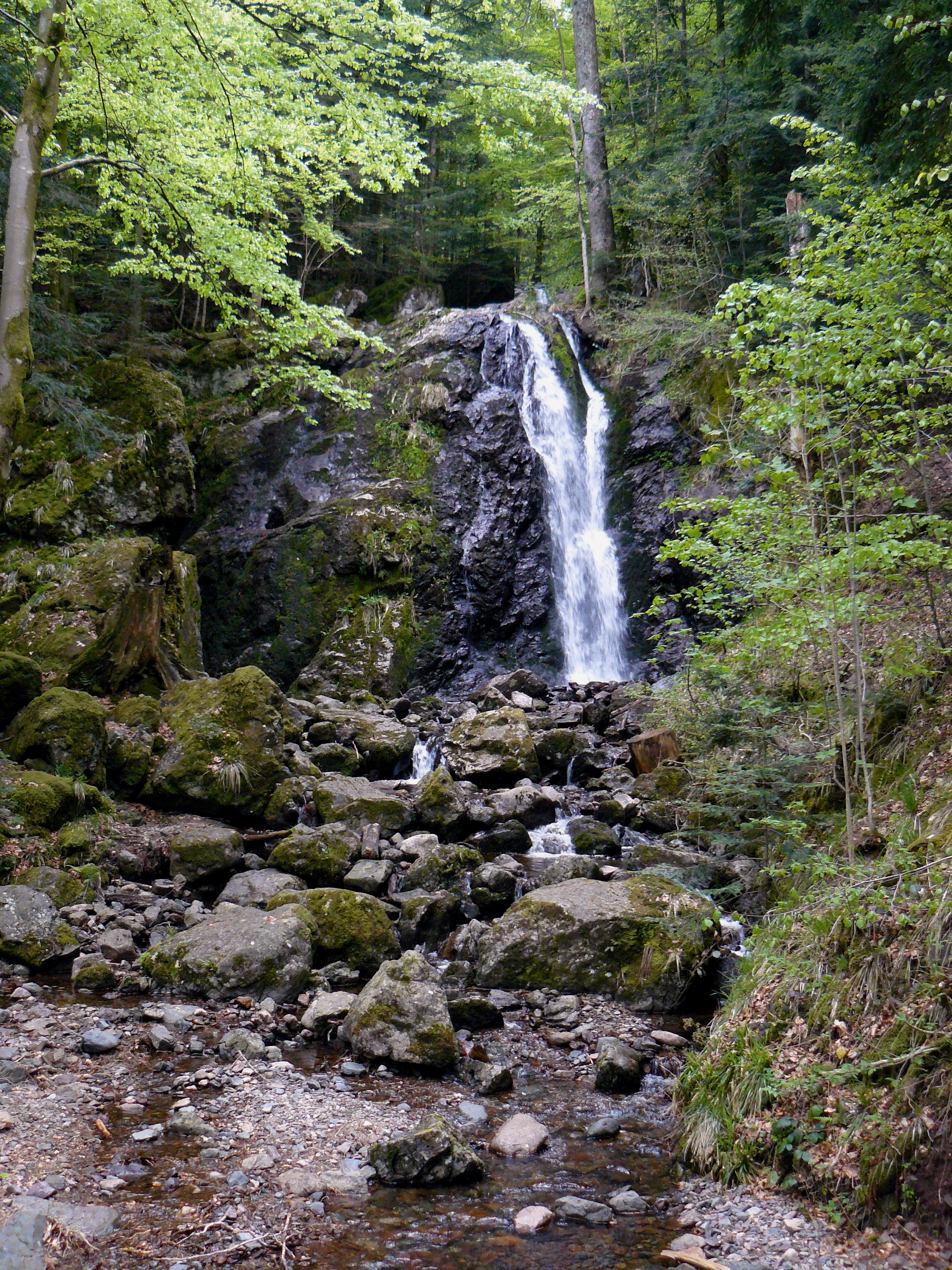
La cascade de la Goutte des Saules.
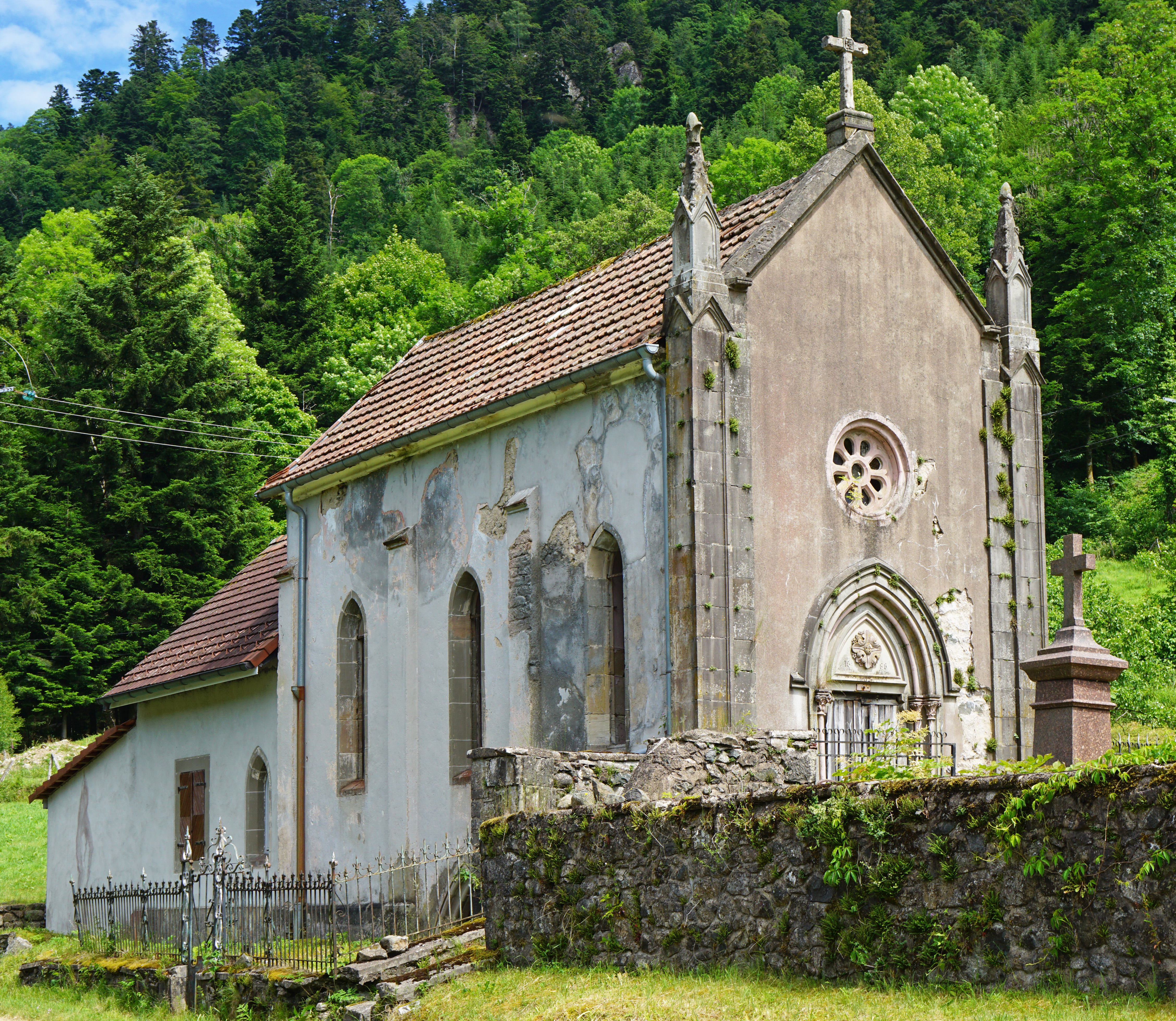
La chapelle Saint-Antoine.
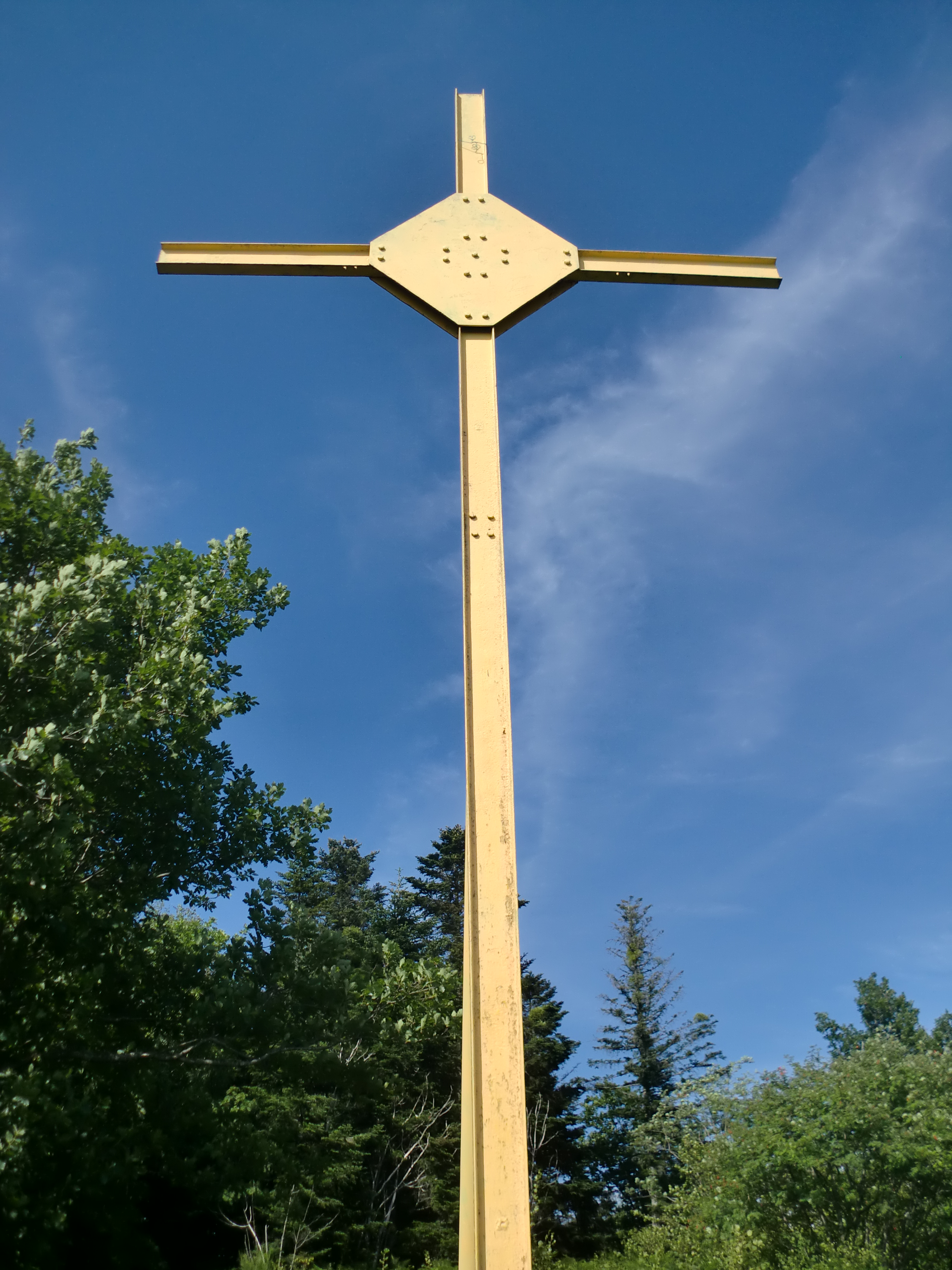
La croix du choléra.
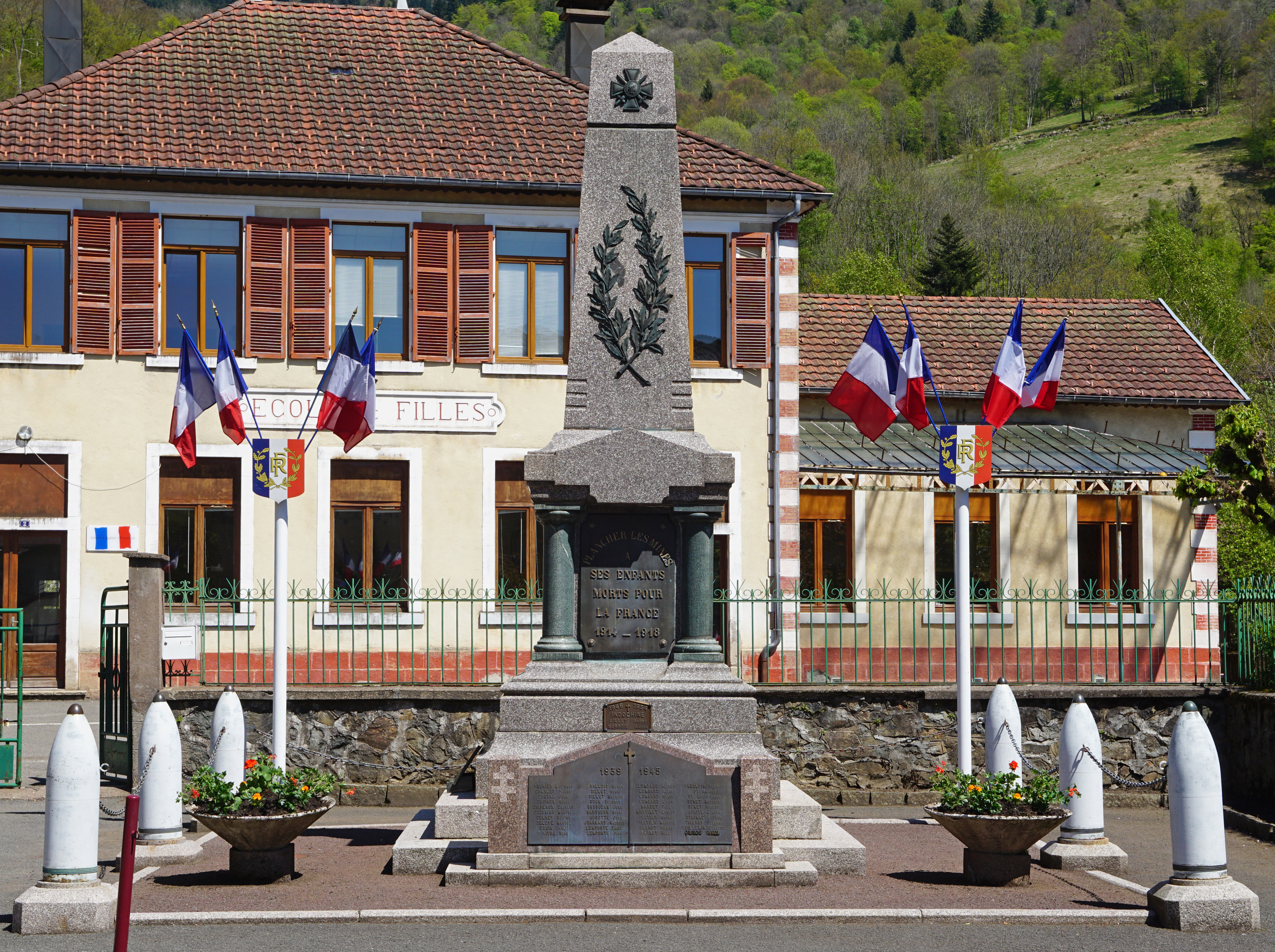
Le monument aux morts.
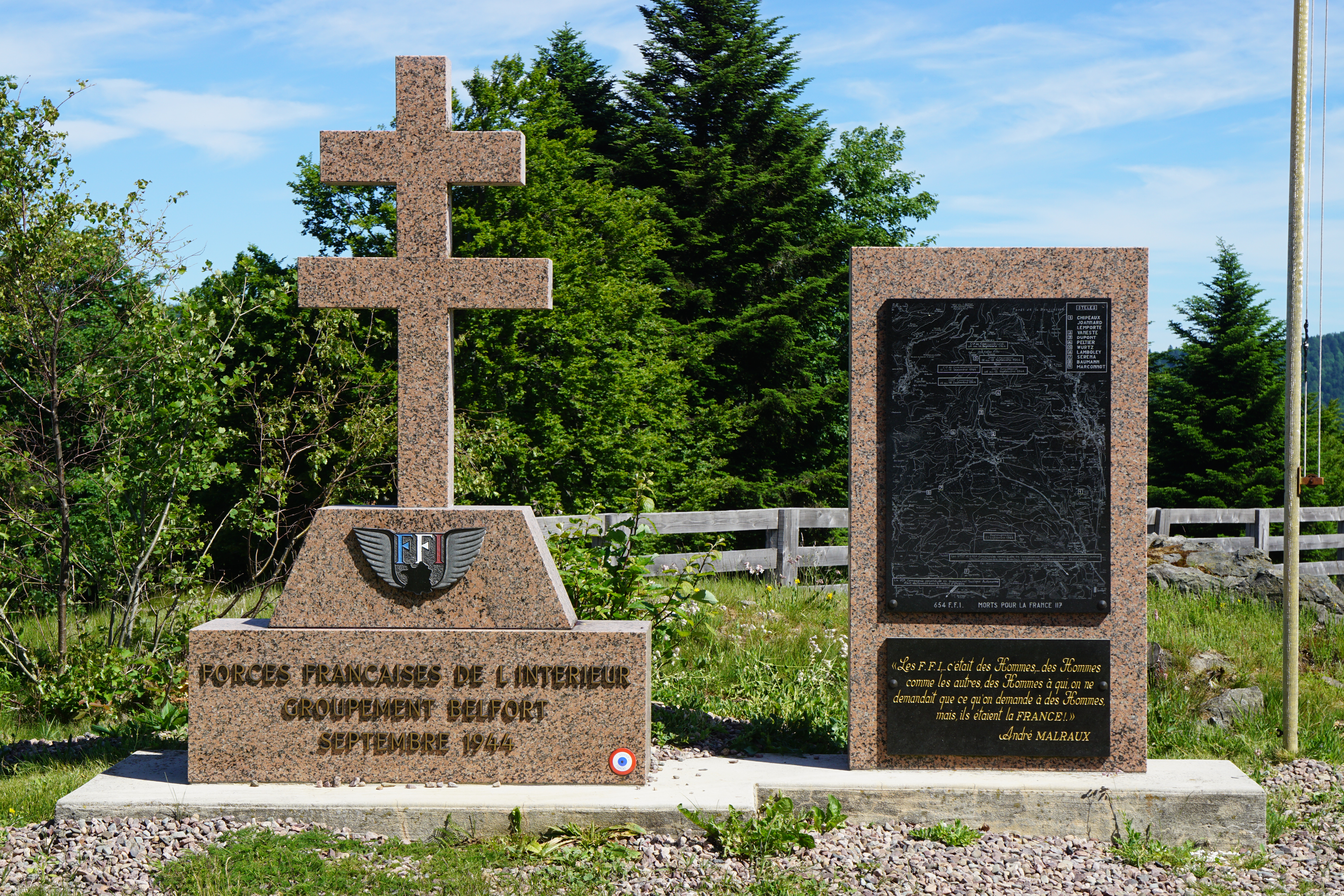
Stèle FFI de la Planche des Belles Filles.
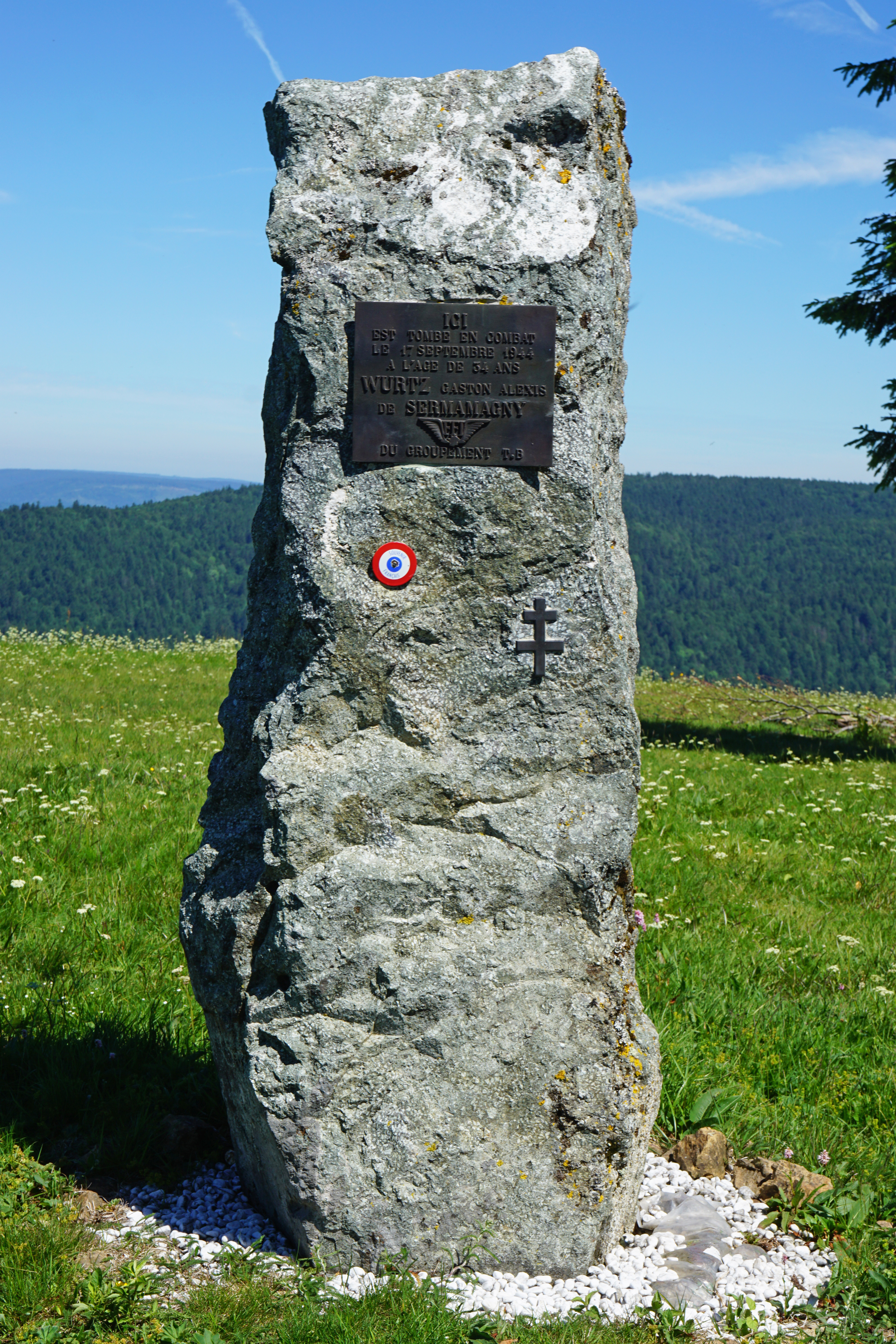
Stèle de Gaston Wurtz.
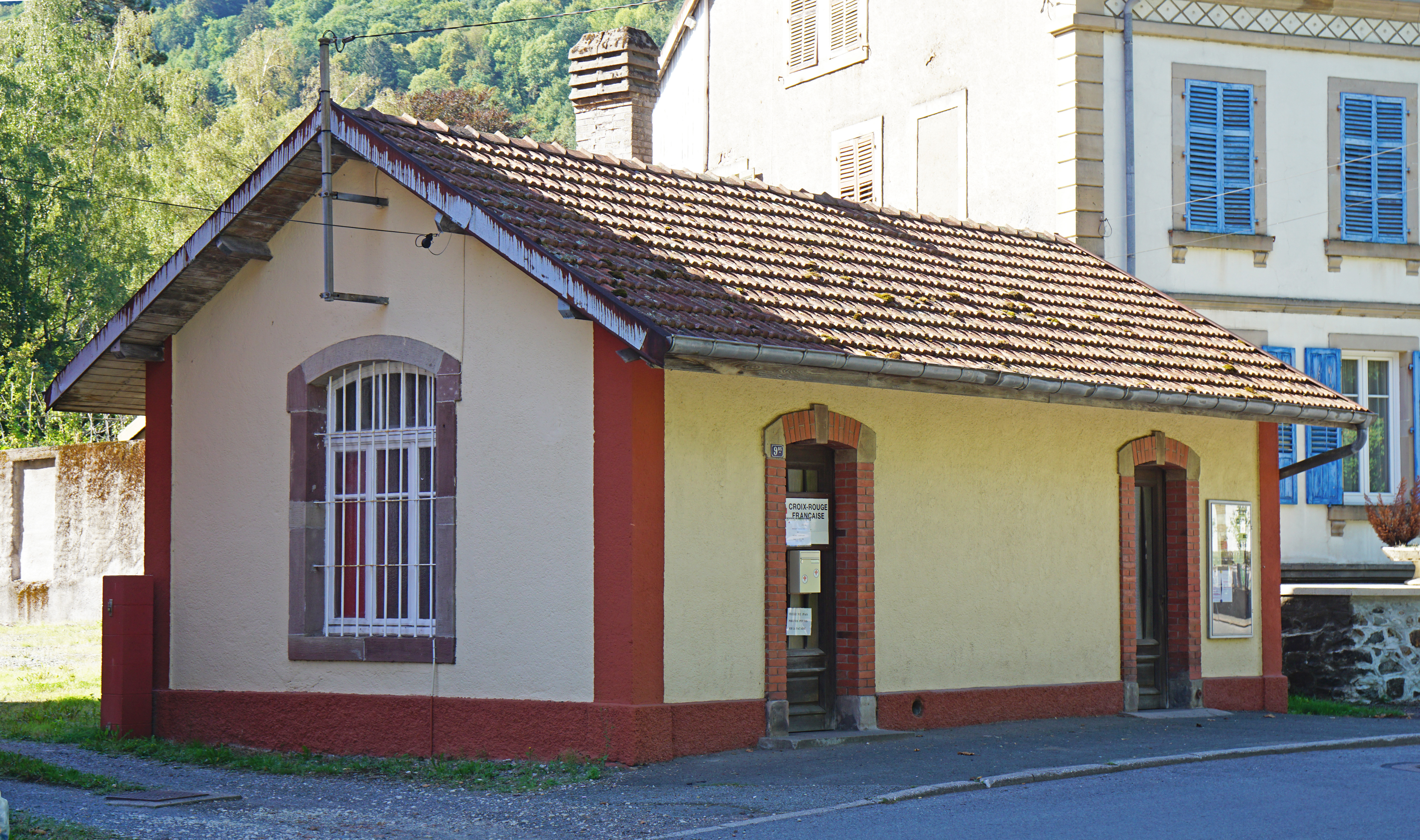
L'ancienne gare.

### Personnalités liées à la commune
- Patrick Bouchitey, acteur, scénariste et réalisateur, né à Plancher-les-Mines en 1946.
- Cyril Mennegun, cinéaste et documentariste, né en 1975.
- Docteur Gerhard Diego de Izarra né le 6 septembre 1923 à Chinon (Indre) et mort le 7 novembre 2008 à Neuvillalais (Sarthe), était un médecin, écrivain ; inventeur de la ruche "Procédé Izarra" notamment. Il a exercé son métier à Plancher-Les-Mines du milieu des années 1950 jusqu'en 1961.
- Georges Juif, ancien combattant de la Première Guerre mondiale[49].
- Denis Sonet, prêtre, (1926-2015).

### Héraldique
| Blason de Plancher-les-Mines | Blason  | Tiercé en pairle : au 1er de gueules à une clé contournée d’or, au 2d d’argent à deux pics de mineur de sable passés en sautoir soutenus d’une bouterolle versée de même, au 3e d’argent à un four au naturel sommé d’un feu de gueules. |
| Blason de Plancher-les-Mines | Détails | Le statut officiel du blason reste à déterminer. |